# Supermarine Sea Lion III
El Supermarine Sea Lion III fue un hidrocanoa de carreras británico construido por Supermarine Aviation Works. Diseñado por Reginald Mitchell, era una modificación del Sea Lion II. Estaba propulsado por un motor Napier Lion de 410 kW (550 hp).
El Sea Lion III fue inscrito para la competición del Trofeo Schneider de 1923 en Cowes. El piloto de pruebas de Supermarine, Henry Biard, voló el avión y logró el tercer puesto, alcanzando una velocidad de 243,27 km/h. El rendimiento del Sea Lion III llevó a Supermarine a diseñar hidroaviones en lugar de hidrocanoas como aviones de carreras.

## Diseño y desarrollo
La compañía aeronáutica británica Supermarine Aviation Works compitió en la carrera del Trofeo Schneider de 1922 para hidroaviones e hidrocanoas con una participación autofinanciada, a diferencia de las italiana y francesa, que fueron patrocinadas por sus respectivos gobiernos. La propuesta fue una modificación de su caza Sea King II, un biplano anfibio monoplaza propulsado por un motor Hispano Suiza de 220 kW (300 hp) en configuración propulsora que había volado por primera vez en 1921. El avión fue diseñado en las instalaciones de la compañía en Woolston, Southampton, por el diseñador jefe e ingeniero jefe de Supermarine, Reginald Mitchell, que incorporó un motor Napier Lion de 340 kW (450 hp) prestado por Napier.

## Historia operacional

El recorrido de la carrera del Trofeo Schneider de 1923.

El Sea Lion II fue pilotado por Henry Biard, que ganó la carrera a una velocidad media de 234,5 km/h. La victoria fue el primer éxito posterior a la Primera Guerra Mundial de un avión británico en una competición internacional.
Para la Schneider Race de 1923, que se celebró en Cowes, en la isla de Wight, el Sea Lion II fue remotorizado con un Napier Lion de 410 kW (550 hp) y rebautizado como Sea Lion III. Mitchell modificó el casco para reducir las fuerzas de resistencia, y le dio al avión alas de dos vanos y un área de timón más grande. Se esperaba que el Sea Lion III alcanzara velocidades superiores a 260 km/h; el avión logró el tercer puesto detrás de los hidroaviones estadounidenses Curtiss CR-3, alcanzando una velocidad de 243,27 km/h. El director general de Supermarine, Hubert Scott-Paine, dijo después de que los estadounidenses ganaran el trofeo:

Nuestro equipo de diseño sacó el máximo provecho de la máquina. Hicimos lo mejor que pudimos y no nos arrepentimos. El Sea Lion III fue 17,7 km/h más rápido que el Sea Lion II, y el mérito de este excelente rendimiento recayó en varias personas, una de ellas el Sr. R.J. Mitchell, que diseñó ambas máquinas.

La derrota británica provocó que Supermarine abandonara el uso de hidrocanoas, superados como aviones de carreras, en favor de hidroaviones. El Sea Lion III fue transferido a la Real Fuerza Aérea en 1923.

## Operadores
Reino Unido
- Real Fuerza Aérea
- Supermarine Aviation Works

## Especificaciones
Referencia datos: Supermarine Aircraft since 1914

### Características generales
- Tripulación: Uno (piloto)
- Longitud: 7,5 m (24,7 ft)
- Envergadura: 9,8 m (32 ft)
- Superficie alar: 35,7 m² (384,3 ft²)
- Peso vacío: 959 kg (2113,6 lb)
- Peso cargado: 1293 kg (2849,8 lb)
- Planta motriz: 1× motor lineal W12 refrigerado por agua Napier Lion II.
  - Potencia: 410 kW (565 HP; 558 CV)
- Hélices: De cuatro palas de madera de paso fijo

### Rendimiento
- Velocidad máxima operativa (Vno): 260 km/h (162 MPH; 140 kt)
- Alcance: 3 h

## Aeronaves relacionadas

### Secuencias de designación
- Secuencia S._ (interna de Supermarine): S.1 - S.2 - S.3 - S.4 - S.5 - S.6 →